# Mormoops
Genre
Mormoops est un genre de chauves-souris de la famille des Mormoopidae.

## Liste des espèces
Selon ITIS:
- Mormoops blainvillii Leach, 1821
- Mormoops megalophylla (Peters, 1864)

Selon MSW:
- Mormoops blainvillei
- Mormoops magna
- Mormoops megalophylla
  - Mormoops megalophylla carteri
  - Mormoops megalophylla intermedia
  - Mormoops megalophylla megalophylla
  - Mormoops megalophylla tumidiceps